# 巴勒莫主教座堂

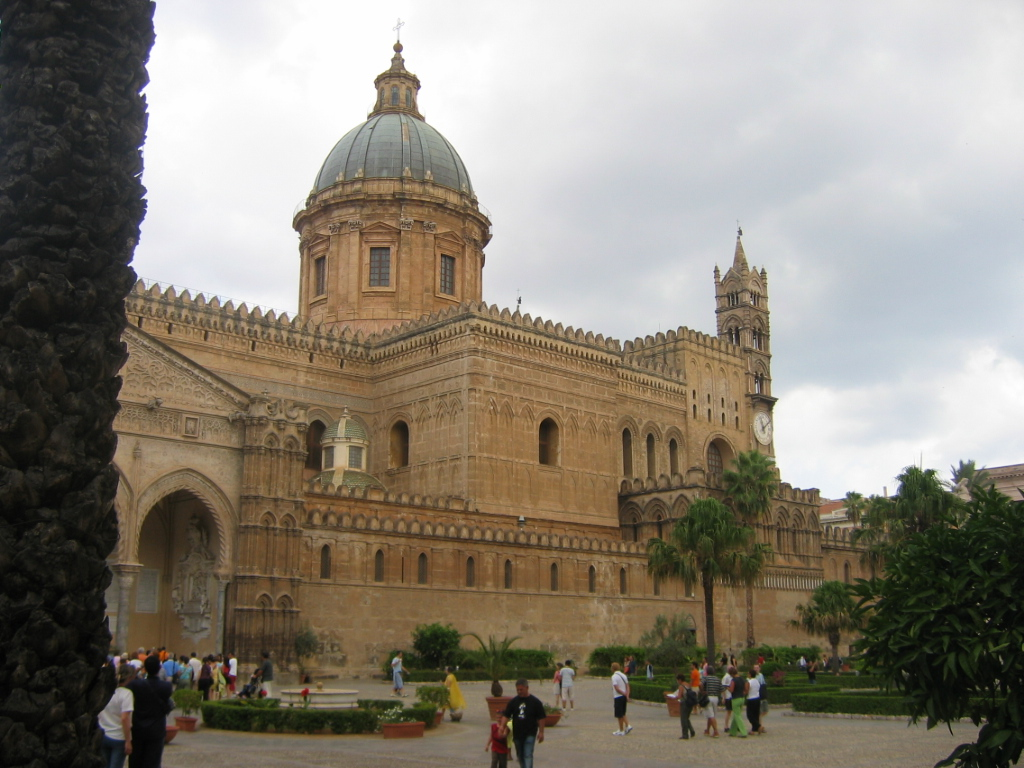
巴勒莫主教座堂

巴勒莫主教座堂是意大利西西里首府巴勒莫的一组宗教建筑群。它的特点是不同历史时期的不同风格叠加在同一座建筑上，
主教座堂位于埃马努埃莱街（Corso Vittorio Emanuele）和博内洛街（Via Matteo Bonello）的街角。

## 歷史
教堂的主體1185年由巴勒莫的诺曼底大主教和威廉二世的大臣沃尔特·奥法米尔（Walter Ophamil）在一个早期的拜占庭大教堂的区域上建造的。根据各种说法，这座早期的教堂是由教皇格里高利一世建立的，后来在9世纪被萨拉森人征服后变成了一座清真寺。奥法米尔被埋葬在教堂地下室的石棺中。这座中世纪的建筑有一个大殿平面，有三个拱门，其中只有一些小的建筑元素保存至今。
角楼的上层建筑是在14世纪和15世纪之间建造的，而在文艺复兴早期则增加了南部的门廊。现在的新古典主义外观可以追溯到1781年至1801年的工程，由斐迪南多·福贾和朱塞佩·维南齐奥·马乌利亚监督进行的。